# Lugano-Paradiso
Lugano-Paradiso (włoski: Stazione di Lugano-Paradiso) – przystanek kolejowy w Paradiso, w kantonie Ticino, w Szwajcarii. Znajduje się na linii Gotthardbahn.

## Historia
Przystanek kolejowy został otwarty w 1945 roku.

## Opis
Przystanek kolejowy znajduje się przy Via Carona w Paradiso. Posiada tylko dwa perony boczne. Peron 1 jest powszechnie używane przez pociągi w kierunku południowym, peron 2 dla udających się w kierunku północnym. Od 2014 obsługiwany jest wyłącznie przez pociągi linii S10 Rete celere del Canton Ticino. W bezpośrednim sąsiedztwie znajdują się również przystanki Paradiso, Stazione, Trasporti Pubblici Luganesi (TPL, obsługuje linię 1 transportu miejskiego Lugano) i Paradiso, Stazione FFS PostBus (linie 431 Lugano-Morcote-Bissone, 433 Lugano-Agnuzzo i 434 Lugano-Carona, jak również linię 1 TPL). Nad północnych krańcach peronów, znajduje się wiadukt Kolei linowo-terenowej Monte San Salvatore.

## Linie kolejowe
- Gotthardbahn